# Heteropoda thoracica
Heteropoda thoracica là một loài nhện trong họ Sparassidae.
Loài này thuộc chi Heteropoda. Heteropoda thoracica được Carl Ludwig Koch miêu tả năm 1845.